# ガブドルハイ・アハトフ
ガブドルハイ・フラモヴィチ・アハトフ（ロシア語: Габдулха́й Хура́мович Аха́тов、英語: Gabdulkhay Akhatov、ソビエト連邦、ロシア、1927年9月8日 - 1986年11月25日）は、学者、言語学者、東洋言語学の教授。

## 経歴
1927年、タタール自治ソビエト社会主義共和国メンゼリンスキー・カントン生まれ。タタール国立人文教育大学(Tatar State University of Humanities and Education)で東洋の言語を学ぶ。

## 研究内容・業績
- 彼は約200の科学論文を発表している。これらの作品は、言語学の世界に重要な貢献である 。[2]
- 彼の学問的研究は世界で認められている（東京で国際言語学者会議、1982年）[3]

## 受賞・栄典
- ソビエト連邦の勲章を授与されている。